# Yves Dimier
Yves Dimier (San Giovanni di Moriana, 25 luglio 1969) è un ex sciatore alpino francese.

## Biografia
Yves Dimier, originario di Lanslebourg-Mont-Cenis, debuttò in campo internazionale in occasione dei Mondiali juniores di Hemsedal/Sälen 1987; in Coppa del Mondo ottenne il primo piazzamento di rilievo il 9 gennaio 1993 a Garmisch-Partenkirchen in slalom speciale (21º) e ai XVII Giochi olimpici invernali di Lillehammer 1994, sua unica presenza olimpica, ottenne il 16º posto nella medesima specialità.
Nel 1995 conquistò, sempre in slalom speciale, tutti i suoi tre podi in Coppa del Mondo: il primo l'8 gennaio nuovamente a Garmisch-Partenkirchen (3º alle spalle dell'italiano Alberto Tomba e dell'austro-lussemburghese Marc Girardelli), l'ultimo il 19 dicembre a Madonna di Campiglio (2º ancora dietro a Tomba); sempre nel 1995 si aggiudicò anche l'ultimo successo in Coppa Europa, il 10 gennaio a Serre Chevalier in slalom gigante.
Ai Mondiali di Sierra Nevada 1996, sua prima presenza iridata, si classificò 10º nella combinata e non completò lo slalom speciale; gareggiò nelle stesse specialità anche l'anno dopo nella rassegna iridata di Sestriere, piazzandosi rispettivamente al 9º e al 10º posto. L'11 febbraio 1998 salì per l'ultima volta sul podio in Coppa Europa, a Sankt Moritz in slalom speciale (3º); l'anno dopo ai Mondiali di Vail/Beaver Creak 1999, sua ultima presenza iridata, fu 17º nello slalom speciale e 8º nella combinata.  Prese per l'ultima volta il via in Coppa del Mondo il 28 febbraio 1999 a Ofterschwang in slalom speciale (24º) e si ritirò al termine di quella stessa stagione 1998-1999; la sua ultima gara fu uno slalom speciale FIS disputato il 30 marzo a Val-Cenis.

## Palmarès

### Coppa del Mondo
- Miglior piazzamento in classifica generale: 25º  nel 1996
- 3 podi:
  - 1 secondo posto
  - 2 terzi posti

### Coppa del Europa
- Miglior piazzamento in classifica generale: 3º  nel 1994
- 4 podi (dati dalla stagione 1994-1995):
  - 1 vittoria
  - 1 secondo posto
  - 2 terzi posti

#### Coppa Europa - vittorie
| Data            | Località        | Paese   | Specialità |
| --------------- | --------------- | ------- | ---------- |
| 10 gennaio 1995 | Serre Chevalier | Francia | GS         |

Legenda:

GS = slalom gigante

### Nor-Am Cup
- 1 podio (dati dalla stagione 1994-1995):
  - 1 secondo posto

### Campionati francesi
- 5 medaglie (dati parziali fino alla stagione 1994-1995)[1]:
  - 3 ori (slalom speciale nel 1993[senza fonte]; slalom speciale, combinata[senza fonte] nel 1995)
  - 1 argento (slalom speciale nel 1998)
  - 1 bronzo (slalom speciale nel 1999)